# Gruppo spalla

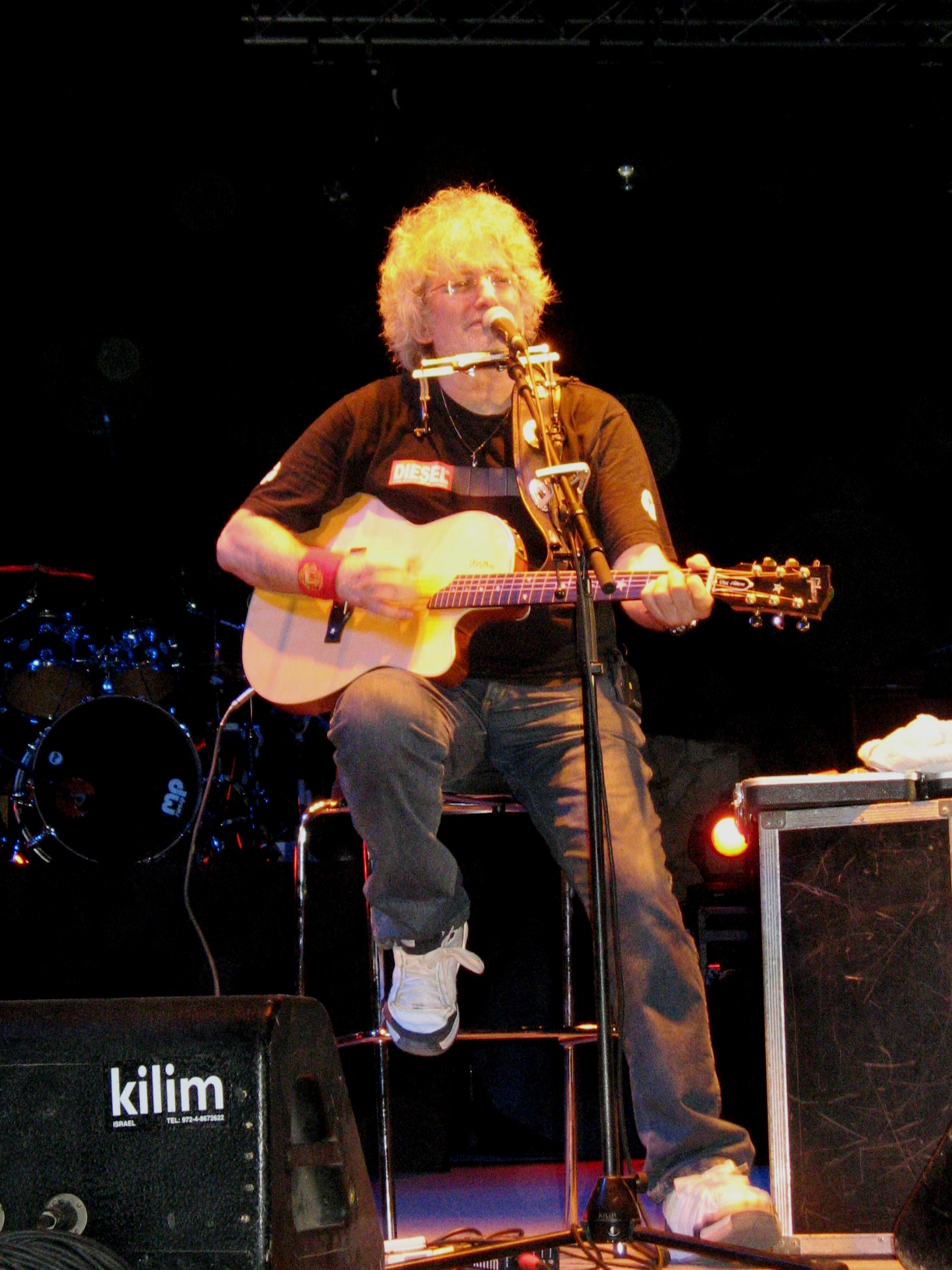
Dani Litani si esibisce ad Amfi Hagilboa, Israele, in apertura per Joe Cocker.

Nella terminologia musicale, gruppo spalla, apri concerto, artista d'apertura (in inglese opening act), artista supporter o gruppo supporter (in inglese support band) indica un gruppo o un artista musicale che, in occasione di un concerto di un gruppo o artista affermato o famoso, entra in scena prima dell'esibizione di quest'ultimo.
L'esibizione ha in genere una durata inferiore all'ora e ha lo scopo di preparare il terreno per l'attrazione principale.
Si tratta in genere di gruppi o artisti emergenti della stessa etichetta musicale dell'artista principale oppure note realtà locali in caso di esibizioni dell'artista principale fuori dai propri confini nazionali.
Qualora invece siano già conosciuti al grande pubblico si parla di guest star.

## Vantaggi e svantaggi
Non è raro che un artista impegnato in un concerto si faccia precedere dall'esibizione di un gruppo spalla (o anche da più di uno); tali gruppi spalla sono spesso di artisti che muovono i primi passi nell'industria musicale, disposti sia ad accettare bassi compensi, sia ad affrontare le difficoltà di apertura di un concerto (il pubblico che si attarda a prendere posto o che, nell'attesa dell'artista principale, si disinteressa alla loro performance). Il loro genere musicale non dev'essere peraltro incompatibile con quello dell'attrazione principale.
D'altro canto, la contropartita è di poter trarre vantaggio dalla partecipazione all'evento in termini di:
- esperienza personale;[2]
- ritorno pubblicitario, attraverso i volantini dell'evento o gli annunci radio;[4]
- esposizione che potrebbe farli notare da uno scopritore di talenti o da qualche casa discografica;[2]
- ampliamento della propria visibilità, attraverso la partecipazione a un concerto/tournée di una stella della musica.[5]

Spesso l'attrazione principale e il gruppo spalla appartengono alla stessa casa discografica: la loro compresenza nello spettacolo rappresenta evidentemente un duplice vantaggio. L'esibizione del gruppo spalla costituisce un vantaggio anche per l'organizzatore, costituendo un riempitivo dello spettacolo a costi contenuti.

## Compenso
Per la sua rappresentazione, ad un gruppo spalla viene riconosciuta una provvigione fissa o una piccola percentuale, proporzionale alla vendita dei biglietti. Come forma di garanzia, l'organizzatore versa generalmente il 50% della somma dovuta in anticipo; questa può ammontare, nei casi di tournée di primaria importanza, anche ad alcune migliaia di dollari. Calcolando mediamente gli introiti di una tournée di successo, la quota giornaliera spettante al gruppo spalla, sotto forma di provvigione fissa, si aggira sui $10.000.

## Iniziative
Talvolta i gruppi spalla non vengono scelti dalle case discografiche ma vengono selezionati tramite delle iniziative. Alcuni artisti infatti indicono dei concorsi ad accesso libero: saranno poi valutati i partecipanti e verrà scelto chi aprirà il concerto. Iniziative del genere vengono adottate anche in Italia. Aprire un concerto di un artista più noto può anche essere il premio per aver vinto qualche gara all'interno di alcuni festival, oppure qualche concorso indetto da alcune testate giornalistiche.